# Osama El-Baz
Osama El-Baz (1931 - 14 de septiembre de 2013) fue un diplomático egipcio y un asesor principal del expresidente Hosni Mubarak.
Un graduado de la Universidad de El Cairo, estudió durante seis años en los Estados Unidos, donde obtuvo su título de maestría, así como un doctorado de la Escuela de Derecho de Harvard. El-Baz formó parte del servicio exterior de Egipto, y fue hecho jefe de gabinete con rango de embajador en 1977. Cuando Ismail Fahmi dimitió en 1977 para protestar contra la visita del presidente Anwar El Sadat a Jerusalén, El-Baz se ofreció a ayudar al presidente en la planificación de sus negociaciones con Israel. Fue enviado a Israel, donde negoció los términos de la visita del presidente egipcio. Su colega en esos preparativos era Boutros Boutros-Ghali, quien más tarde se convirtió en Secretario General de las Naciones Unidas. El-Baz representó al nacionalismo árabe, mientras que Boutros-Ghali fue un prooccidental cauteloso.
Según Al-Ahram, que fue dejado de lado durante los últimos años del régimen de Hosni Mubarak. El-Baz estaba aún manchado durante los 18 días de la plaza Tahrir sit-in en enero de 2011, en el inicio de la Primavera Árabe.